# Lecidea swartzioidea
Lecidea swartzioidea är en lavart som beskrevs av William Nylander. 
Lecidea swartzioidea ingår i släktet Lecidea och familjen Lecideaceae. Arten är reproducerande i Sverige.